# Good Old Days
Good Old Days è una canzone del rapper americano Macklemore, in collaborazione con la cantante statunitense Kesha, la canzone è stata scritta da Macklemore, Kesha, Budo, Andrew Joslyn, Sam Wishkoski e Tyler Andrews, ed è stata prodotta da Budo. Il brano è stato originariamente pubblicato come singolo promozionale il 19 settembre 2017, dal secondo album in studio solista di Macklemore, Gemini. Il giorno della pubblicazione del brano, il 9 ottobre 2017, Good Old Days ha venduto 48 000 copie digitali negli Stati Uniti.

## Antefatti
Il 18 gennaio 2017, Macklemore ha pubblicato una foto di lui e Kesha insieme su Instagram, suggerendo una collaborazione imminente. La canzone è apparsa per la prima volta nell'elenco dei brani di Gemini il 22 agosto 2017, giorno di presentazione dell'album.

Macklemore ha parlato a Rolling Stone della collaborazione con Kesha, dicendo: 
Macklemore ha anche rivelato che è stato Ryan Lewis ad aver facilitato la collaborazione. Quando gli è stato chiesto come ha raggiunto Kesha, ha detto: 
 Kesha ha detto della canzone su Twitter: "La mia nuova canzone con Macklemore mi ricorda di essere sempre a caccia di sogni selvaggi senza sapere che quei momenti sarebbero stati così preziosi."

## Promozione
Il 25 settembre 2017, Macklemore ha eseguito "Good Old Days" con Kesha al The Ellen DeGeneres Show.
Macklemore e Kesha hanno anche eseguito la canzone all'iHeartRadio KIIS-FM Jingle Ball 2017 il 1º dicembre 2017.

## Accoglienza
Il brano è stato accolto favorevolmente dalla critica.
Caitlin Kelley di Billboard ha definito "Good Old Days" una "canzone pop dolce ma accattivante". Mark Braboy di Vibe ha elogiato Macklemore per aver messo in mostra "il suo miglior rapper introspettivo", Alex Ungerman di Entertainment Tonight ha sentito la voce di Kesha "salire su una ballata di pianoforte che è in qualche modo al tempo stesso cupa ed edificante". Peter Berry di XXL ritiene che la canzone sia "alimentata dal piano, dal sentimentalismo e dalla dolce voce di Kesha". 
Derrick Rossignol di Uproxx ha definito la canzone una "ballata pop con pianoforte" e ha detto che la voce di Kesha era bella e potente. 
Anya Crittenton di Gay Star News ha descritto la canzone come "una melodia emozionale" che "presenta un pianoforte semplice e una melodia piena di tamburi".

## Classifiche
| Classifica (2017) | Posizione massima |
| ----------------- | ----------------- |
| Australia         | 8                 |
| Austria           | 24                |
| Belgio (Fiandre)  | 32                |
| Belgio (Vallonia) | 27                |
| Canada            | 40                |
| Repubblica Ceca   | 34                |
| Francia           | 56                |
| Germania          | 50                |
| Ungheria          | 34                |
| Irlanda           | 34                |
| Paesi Bassi       | 80                |
| Nuova Zelanda     | 14                |
| Portogallo        | 87                |
| Slovacchia        | 36                |
| Svezia            | 83                |
| Svizzera          | 24                |
| Regno Unito       | 79                |
| Stati Uniti       | 61                |